# Allantogonus ruandensis
Allantogonus ruandensis är en mångfotingart som beskrevs av Kraus 1960. Allantogonus ruandensis ingår i släktet Allantogonus och familjen Odontopygidae. Inga underarter finns listade i Catalogue of Life.